# Rhyssostelma
Rhyssostelma là chi thực vật có hoa trong họ Apocynaceae.